# NGC 787
NGC 787 is een spiraalvormig sterrenstelsel in het sterrenbeeld Walvis. Het hemelobject werd op 27 februari 1865 ontdekt door de Duits-Amerikaanse astronoom Christian Heinrich Friedrich Peters.

## Synoniemen
- PGC 7632
- MCG -2-6-15